# Stepan Szkurat
Stepan Josypowycz Szkurat (ukr. Степан Йосипович Шкурат; ur. 15 grudnia?/27 grudnia 1885 w Kobelakach, zm. 26 lutego 1973 w Romnach) – radziecki i ukraiński aktor filmowy i teatralny. Zasłużony Artysta RFSRR (1935). Ludowy Artysta USRR (1971). Od 1905 roku aktor amator, od 1910 roku występował w teatrze. W filmie zadebiutował w 1929 roku, jego pierwszą rolą była postać Iwana w filmie "Ulewa". Aktor Kijowskiego Studia im. Dowżenki.

## Wybrana filmografia
- 1930: Ziema jako Opanas
- 1932: Iwan jako Stiepan Guba
- 1934: Czapajew jako kozak
- 1935: Aerograd jako Wasil Chudiakow
- 1967: Wij jako Jawtuch